# Exochus utilis
Exochus utilis là một loài tò vò trong họ Ichneumonidae.